# Zsákai Ákos
Zsákai Ákos (Kaposvár, 1970. április 22. –) magyar író, közgazdász.

## Élete
- 1988-93 között a Pécsi Janus Pannonius Tudományegyetem közgazdasági karán tanult, majd külföldi tanulmányokat folytatott a London School of Economics és a leideni Rijks Universiteit keretében.
- Nagy nemzetközi (Unilever) és magyar (Zwack Unicum) cégeknél dolgozott, mint marketing szakember, jelenleg egy katonai cég belső ellenőrzésének vezetője. Numizmatikával foglalkozik, rendszeresen fut, kedvence a félmaratoni táv.

## Írói pályája
- Írni a húszas évei közepén kezdett el.
- Fő témája az emberi kapcsolatok sokszínűsége, a férfi–női érzelemvilág mélysége, összetettsége illetve mindezek antagonisztikus ellentéte; melyet elgondolkodtatóan, életszerűen mutat be élethelyzeteken, sorsokon keresztül.
- Írói fejlődését többek közt Cserna-Szabó András, Péterfy Gergely, Márton László és Szécsi Noémi segítették.

## Művei
- Első novelláskötete a Móra Könyvkiadónál jelent meg 2000-ben, Bűnvesztő címmel.   Történeteinek fókuszában a férfi és nő kapcsolat áll. Azok a kapcsolatok, amelyek teljesen irracionálisan működnek, hiszen a szerelem vagy éppen a lecsupaszított szexus útvesztőiben nincs helye a logikának, és nem lehet észérvekkel magyarázatot adni a vonzalmak kialakulására, megszűnésére, transzformációjára sem. Mégis mi mozgatja a két nem „gyilkos játékait”? – ki tudja, ezt a kérdést a szerző sem igyekszik megfejteni, írásaival ő inkább azt érzékelteti, hogy a „freudi ösztönvilág szörnyecskéi” miféle kerülőutakon képesek randevúzni a „gonosz angyalokkal”. Updike-ot idézi egyik írásának hőse, amikor ekként vall a szerelem érzéséről: „Minden szerelem árulás, mert hízeleg az életnek. Ha szerelmes vagy, mindig elárulsz valamit, valakit. A szerelem közelebb áll a gyűlölethez, mint a szeretethez, és ezért törhet, zúzhat”.
- Kiíró címmel irodalmi blogot vezet, melyben nyomon követhető írói munkássága.